# Hans Henrich Cahman
Hans Henrich Cahman, född omkring 1640, död 5 september 1699 i Stockholm, var en svensk orgelbyggare och organist. Cahman var verksam som gesäll hos svärfadern Hans Christoph Fritzsche i Hamburg fram till dennes död 1674. Efter detta verkade han från 1685 i Landskrona och 1688 till 1692 i Växjö. Cahman kom efter det vara verksam i Uppsala och Stockholm. Han dog 1699 och efter hans död kom sonen Johan Niclas Cahman och brodern Johann Hermann Cahman att ta över verkstaden.
Den största orgeln han byggde var i Uppsala domkyrka på 51 stämmor, som förstördes i branden 1702.

## Biografi
Hans Henrich Cahman var gesäll hos orgelbyggaren Hans Christoph Fritzsche (död 1674) i Hamburg. Fritzsche var son till orgelbyggaren Gottfried Fritzsche (1578–1638). Hans Henrich Cahman var därmed upplärd i den nordtyska orgelbyggartraditionen Cahman gifte sig med Anna Christina Fritzsche. De bodde i Flensburg mellan 1677 och 1685.

### Sverige
Familjen Cahman flyttade 1685 till Sverige och samma år utförde han en reparation på orgeln i Landskrona. Redan 1661 hade Fritzsche renoverat orgeln i Landskrona. År 1687 skulle familjen flytta till Uppsala för att arbeta på orgeln i Uppsala domkyrka, som orgelbyggaren Frans Bohl hade lämnat ofullbordad. Men under resans gång stannade familjen i Växjö, för att börja bygga på orgeln i Växjö domkyrka. Under tiden i Växjö studerade sonen Johan Niclas Cahman vid Växjö skola. Cahman byggde även små orgelpositiv till kyrkorna på landsorten omkring Växjö. Bland annat år 1690 byggde han ett åttastämmigt orgelpositiv till Virestads kyrka några mil söder om staden (positivet står numera i kyrksalen i Smålands museum).
År 1692 bosatte sig familjen Cahman i Uppsala, där Cahman besiktade Frans Bohls orgel i domkyrkan varefter man bestämde att riva orgeln och bygga en ny orgel på en flyttad orgelläktare. Olof Rudbeck tog på sig uppgiften som arkitekt och byggmästare för läktaren och strukturen. I Uppsala anställdes en informator till skolundervisningen för barnen. Cahmans fru Anna Christina Fritzsche avled 1694 och då uppräknades  barnen Johan Niclas, Johan Petter och Brita Stina. 1696 gifte han om sig med Anna Catharina Spiering och de fick tillsammans sonen Hans Hindrich d.y. Familjen flyttade 1698 till Norrmalm i Stockholm. Där fick han i uppdrag att bygga om orgeln med 28 stämmor i Riddarholmskyrkan. Hans Henrich Cahman avled 5 september 1699 och jordfästes i Riddarholmskyrkan av kyrkoherden i Jakobs församling. Han fördes med båt till Uppsala och gravsattes nedanför orgelläktaren i egen grav Uppsala domkyrka. där även Eric Burman och Carl von Linné är begravda.

## Lista över orglar
| År        | Ursprunglig kyrka                        | Stift     | Manualer | Pedal        | Stämmor | Bevarad orgel/fasad | Övrigt |
| --------- | ---------------------------------------- | --------- | -------- | ------------ | ------- | ------------------- | --- |
| 1674      | Hamburg-Neuenfelde                       |           |          |              |         |                     | Påbörjad av Hans Christoph Fritzsche. |
| 1683      | Kristine kyrka, Jönköping                | Växjö     | 2        | Självständig | 24      |                     | |
| 1685      | Sancti Johannis Baptistae kyrka          | Lunds     | 2        | Självständig | 20      |                     | |
| 1685      | Heliga Trefaldighets kyrka, Kristianstad | Lunds     | 2        | Självständig | 28      |                     | |
| 1694      | Heliga Trefaldighets kyrka, Gävle        | Uppsala   | 2        | Självständig | 26      |                     | Ombyggnation. |
| 1691      | Skatelövs kyrka                          | Växjö     | 1        | -            | 6       |                     | Orgeln var från början placerad i koret. Orgeln flyttades 1723 till den bakre läktaren i kyrkan. Orgeln utökades med 4 stämmor 1755 av Gustaf Gabriel Woltersson.                                                          |
| 1690      | Virestads kyrka                          | Växjö     | 1        | -            | 8       | Ja/Ja               | Står nu på Smålands museum i Växjö. |
| 1690      | Cronhiorts hus                           | Växjö     | 1        |              | 5       |                     | En orgel byggdes 1690 till översten Abraham Cronhiort, Växjö. Orgeln såldes 1699 till Långaryds kyrka och sattes upp där.                                                                                                  |
| 1690      | Ullmgrens hus                            | Växjö     |          |              | 6       |                     | Lektorn Ullmgren blev 1697 kyrkoherde i Angelstads församling och gav då en orgel till Angelstads kyrka som var tillverkad av Cahman.                                                                                      |
| 1688-1691 | Växjö domkyrka                           | Växjö     | 2        | Självständig | 27      | Nej/Nej             | Orgeln förstördes i en eldsvåda 1740. |
| 1695      | Stockholms slottskyrka                   | Uppsala   |          |              |         | Nej/Nej             | Invigdes på juldagen 1695. Orgeln förstördes i slottsbranden 1697. |
| 1696      | Kungälvs kyrka                           | Göteborgs |          |              | 9       | Nej/Nej             | Orgeln hade två bälgar. |
| 1696      | Husby-Oppunda kyrka                      | Strängnäs |          |              |         |                     | Orgeln skänktes omkring 1751 till Alvestad kyrka av ryttmästaren Anders Gustaf Koskull. Orgeln reparerades 1752 av Sohlberg i Värnamo.                                                                                     |
| 1697      | Skara domkyrka                           | Skara     | 2        | Självständig | 26      |                     | 1697 byggdes en ny orgel av Magnus Åhrman och sonen Johan Åhrman. Dispositionen utarbetades av Cahman som konsult 20 oktober 1697. Magnus Åhrman avled 1700 och arbetet fick slutföras av Cahmans son Johan Niclas Cahman. |
| 1692-1698 | Uppsala domkyrka                         | Uppsala   |          |              |         | Nej/Nej             | Orgeln förstörd i stadsbranden 1702. |

### Ombyggnationer
| År   | Ursprunglig kyrka       | Stift    | Manualer | Pedal        | Stämmor | Bevarad orgel/fasad | Övrigt |
| ---- | ----------------------- | -------- | -------- | ------------ | ------- | ------------------- | --- |
| 1698 | Stora Tuna kyrka        | Västerås | 2        | Självständig | 21      |                     | Orgeln var byggd 1618 av Paul Müller. Den undersöktes för en framtida renovering 1690 av Johan Herman Cahman. Orgeln byggdes om 1698 av Johan Herman Cahman till 21 stämmor, två manualer och pedal. |
| 1698 | Stora Kopparbergs kyrka | Västerås | 2        | Självständig | 21      |                     | Orgeln var byggd 1606 av Paul Müller. Den flyttades 1698 till den nybyggda västläktaren och utökades med 10 stämmor i pedalen. Arbetet utfördes av Johan Herman Cahman.                              |

## Klaver
Cahman byggde även klaverinstrument såsom klavercymbal, klavikord och symfonier.

## Medarbetare
- Christian Gusche, gesäll hos Cahman
- 1695–1697 - Lorentz Matthis, orgelbyggargesäll.
- 1692–1693 - Anders Larsson, orgelbyggargesäll.
- 1693-     Johan Herman Cahman
- Johan Niclas Cahman
- Nils Jonsson, orgeltrampare
- Johan Matsson, orgeltrampare
- Ivar Öman, orgeltrampare
- 1690 - Hans Hindrik Glorige, snickargesäll
- 1690–1691 - Jochim Müller, snickargesäll
- 1689 - Petter Teifer, snickargesäll
- 1692–1695 - Isac Risberg, lärpojke och gesäll
- Johan Caspar, bildhuggarlärling